# Natal'ja Stepanovna Apraksina
Principessa Natal'ja Stepanovna Apraksina, (in russo: Наталия Степановна Голицына) (Mosca, 14 novembre 1794 – 7 maggio 1890), è stata una nobildonna russa.

## Biografia
Era la primogenita del governatore generale di Mosca Stepan Stepanovič Apraksin (1757-1827), e di sua moglie, la principessa Ekaterina Vladimirovna Golitsyna (1783-1833). Trascorse la sua infanzia tra la tenuta Olgov e la residenza di Mosca.
La sua educazione era concentrata sullo studio delle lingue, letteratura, musica e l'arte. Era molto portata per il disegno.
Nell'inverno del 1812 venne presentata in società, attirando l'attenzione di Varvara Ilinicna Turkestanova.

## Matrimonio
Nel 1817 divenne damigella d'onore. Nello stesso anno sposò Sergej Sergeevič Golicyn, che fu spesso ospite in casa loro. Dopo il matrimonio vissero per alcuni anni a Sokolniki. Nel 1821 si trasferirono a San Pietroburgo.
Nel 1820 Natal'ja e il marito viaggiarono in Europa. Vissero in Italia e in Francia. A Parigi parteciparono ai balli di corte del re Luigi Filippo. All'estero accumulò una collezione di vasi etruschi e dipinti che dopo la sua morte, nel suo testamento, vennero trasferiti alla Società Imperiale per la Promozione delle Arti.
Tornati a San Pietroburgo, la loro residenza divenne una delle case più alla moda della capitale. Successivamente, la loro casa è stata acquistata e smantellata completamente durante la costruzione del palazzo per il granduca Michail Nikolaevič.
Non avendo figli, Natal'ja, nel 1825, si occupò dell'educazione della nipote del marito, la principessa Natal'ja Grigor'evna Golicyna (1816-1874). Nel marzo 1833 rimase vedova. Suo marito nominò come suo successore il nipote, il principe Sergej Fedorovič Golicyn (1812-1849), che sposò la figlia di Aleksej Grigor'evič Ščerbatov, Ol'ga.
Morì il 7 maggio 1890 per una polmonite.